# کلوزه وت ۱۲۸۷۳
سیارک ۱۲۸۷۳ (به انگلیسی: 12873 Clausewitz، نامگذاری:1998OU7) دوازده هزار و هشتصد و هفتاد و سومین سیارک کشف شده‌است که در ۲۶ ژوئیه ۱۹۹۸ کشف شد.
قدر مطلق سیارک برابر ۱۷.۸ است.